# Cowboy Carter
Cowboy Carter (también titulado Act II: Cowboy Carter) es el octavo álbum de estudio y ganador del grammy a album of the year de la cantante estadounidense Beyoncé, publicado el 29 de marzo de 2024 a través de Parkwood Entertainment y Columbia Records. Fungiendo como la segunda parte del proyecto de trilogía que fue creado durante la pandemia de COVID-19, el cual comenzó con Renaissance (2022), el álbum se concibió como un viaje a través de la reinvención de la cultura Americana, resaltando las contribuciones olvidadas de pioneros pertenecientes a la comunidad afroamericana en la historia musical y cultural de Estados Unidos. 
Cowboy Carter está principalmente influenciado por la música country, incorporando aspectos de diversos estilos musicales como blues, soul, rock, R&B, hip hop y folk. Conceptualmente, está estructurado como la transmisión de una estación de radio ficticia en Texas, con los cantantes country Linda Martell, Dolly Parton y Willie Nelson actuando como los locutores. El álbum contiene colaboraciones con artistas del género emergentes, tales como Tanner Adell, Brittney Spencer, Tiera Kennedy, Reyna Roberts, Shaboozey y Willie Jones, así también con los músicos Miley Cyrus, Post Malone, Paul McCartney, Stevie Wonder, Nile Rodgers, Jon Batiste y Rhiannon Giddens.  
El álbum recibió elogios por parte de la crítica especializada debido al trabajo realizado por Beyoncé en el género y en el contexto de celebrar las raíces negras del mismo, la interpretación vocal y composición lírica. De igual modo, diversas publicaciones reportaron a Cowboy Carter como un incentivo de discusión cultural sobre el posicionamiento de artistas afroamericanos en la música country, así como de un interés creciente en la escucha de la misma dentro del panorama musical mainstream e internacional.
Cowboy Carter excedió múltiples récords de reproducciones en plataformas digitales, debutando adicionalmente en el número uno de listas de popularidad en distintos países, incluyendo Alemania, Australia, Canadá, Nueva Zelanda y Reino Unido. En Estados Unidos encabezó el Billboard 200, siendo el octavo álbum consecutivo de la cantante en alcanzar la primera posición. Los dos sencillos principales, «Texas Hold 'Em» y «16 Carriages», fueron lanzados simultáneamente para promoción. El dueto con Cyrus titulado «II Most Wanted» fue liberado como el tercer sencillo, seguido del cuarto sencillo «Bodyguard» Para la 67.ª edición de los Premios Grammy, Cowboy Carter recibió once nominaciones en total, incluyendo la categoría a álbum del año, en la cual resultó ganadora. Para continuar la promoción del álbum, Beyoncé se embarcó en la gira Cowboy Carter Tour durante medidados de 2025.

## Antecedentes
Beyoncé nació y fue criada en Houston, Texas, en donde el legado vaquero de la ciudad y el género de música zydeco formaron parte de su crecimiento personal, comenzando a escuchar música country desde una edad temprana, particularmente junto a su bisabuelo paterno. Asimismo, cada año acudió junto con su familia vistiendo moda wéstern al Houston Livestock Show and Rodeo, en el que posteriormente realizó apariciones musicales en cuatro ocasiones, entre 2001 y 2007. La intérprete continuó celebrando sus raíces sureñas durante su trayecto musical.
El primer antecedente profesional de Beyoncé con el género country se desarrolló con el tema «Daddy Lessons», perteneciente a su sexto álbum de estudio, Lemonade (2016). Un remix con The Chicks fue lanzado como sencillo promocional el 2 de noviembre de 2016, y ejecutaron una respectiva interpretación en la 50.ª edición de los Country Music Association Awards, celebrados en la misma fecha. Algunos fanáticos del género criticaron la presencia de Beyoncé en el evento, generándose además comentarios racistas en contra de la intérprete. La Asociación de Música Country eliminó publicaciones promocionales de sus redes sociales sobre la presentación de Beyoncé, causando controversia debido a que muchos internautas hicieron suposiciones sobre la Asociación borrando el contenido mediático con el fin de mitigar las críticas. Dicho organismo negó las acusaciones, indicando que el equipo de la cantante les realizó una petición de eliminar las publicaciones incluso antes de su interpretación, esto para tener su propia documentación de la presentación en vivo.
En diciembre de 2016, Lemonade recibió nueve nominaciones para los Grammys, mientras que «Daddy Lessons» fue presuntamente rechazado por el comité de música country de la Recording Academy para considerarlo en una de las categorías correspondientes. La cantante comenzó a conceptualizar Cowboy Carter a partir de ese mismo año, con el proceso principal de grabación durando cinco años en total. En agosto de 2021, Beyoncé indicó a Harper's Bazaar que la colección de ropa «Ivy Park Rodeo» de su marca fue inspirada en los años de infancia que vivió en su natal Texas y la historia estadounidense, específicamente en «la historia ignorada del vaquero afroestadounidense»: 

Una de mis inspiraciones viene de la historia ignorada de los vaqueros afroamericanos. Muchos de ellos experimentaron una latente discriminación y fueron forzados para trabajar con los caballos con peor temperamento. Tomaron sus talentos y formaron el Soul Circuit, y con el paso del tiempo, esos rodeos negros mostraron increíbles presentaciones y ayudaron a reclamar nuestro lugar en la historia y cultura vaqueras.

La diseñadora estructural Es Devlin, quien estuvo a cargo del desarrollo creativo escenográfico de la gira Renaissance World Tour, reveló para la edición británica de Vogue en noviembre de 2023 que la intérprete «siempre ha mostrado interés por la música country», adicionalmente descubriendo que «un cincuenta por ciento de vaqueros durante el siglo XIX e inicios del siglo XX eran negros, y que el género de música campirana cada vez fue apropiado por la población blanca».
Dolly Parton afirmó entre los años 2020 y 2024 durante múltiples ocasiones que le gustaría escuchar una versión del tema «Jolene» interpretada por Beyoncé. Mientras realizaba una aparición en el programa The Daily Show el 10 de marzo de 2022, Parton indicó al presentador de televisión Trevor Noah, que [le] «encantaría escuchar “Jolene” de manera grande, algo similar a lo que hizo Whitney con “I Will Always Love You”, alguien que pueda tomar mis pequeñas canciones y convertirlas en sus himnos estridentes propios», comentando adicionalmente que a pesar de «[Jolene] ser grabada mundialmente en más de 400 ocasiones en diferentes idiomas y por diversas agrupaciones, aún espero que alguien haga su propia versión algún día, ese alguien como Beyoncé». Tras apoyar y felicitar públicamente a Beyoncé por el lanzamiento de sus sencillos country en febrero de 2024, Parton reveló durante una entrevista para Knox News que «al parecer ella grabó una versión de “Jolene” y probablemente estará en su álbum country, lo cual me tiene muy emocionada».

## Composición
Beyoncé escribió más de cien canciones para el álbum, con cada tema siendo una versión «re imaginada» de una película wéstern. La lista de largometrajes incluyen a Cowboy de ciudad (1980), Thelma & Louise (1991), O Brother, Where Art Thou? (2000), Space Cowboys (2000), The Hateful Eight (2015), Five Fingers For Marseilles (2017), The Harder They Fall (2021), y Los asesinos de la luna (2023).
Cowboy Carter es generalmente descrito como un proyecto country con la mezcla de diversos géneros como blues, soul, rock, R&B, hip hop, zydeco, folk, bluegrass, ópera, flamenco, fado, funk carioca, house y Jersey club. El álbum es presentado como la transmisión de una estación de radio ficticia llamada «KNTRY Radio Texas» con Linda Martell, Dolly Parton y Willie Nelson actuando como los locutores de la estación. El álbum también se constituye mediante colaboraciones con Tanner Adell, Brittney Spencer, Tiera Kennedy, Reyna Roberts, Shaboozey y Willie Jones, siendo todos ellos artistas country emergentes, así también contando con la participación musical de Miley Cyrus y Post Malone, y de Jon Batise y Raye en composición. La secuencia de canciones es cíclica, con la nota final de «Amen» repitiéndose delicadamente en bucle con la del primer tema, «Ameriican Requiem», la cual comienza con (en inglés): Nothing really ends («Nada termina realmente»), y terminando similarmente a Finnegans Wake (1939) de James Joyce, de acuerdo a Shane O'Neill de The Washington Post. El conjunto melódico presenta un rango de instrumentos acústicos ejecutados por diversas celebridades incluyendo a Stevie Wonder en la armónica, Paul McCartney y Nile Rodgers en la guitarra, y Rhiannon Giddens en el banjo.

## Promoción y lanzamiento
Cowboy Carter fue por primera vez anunciado provisionalmente como «Act II» durante los cortes comerciales del Super Bowl LVIII, mediante un promocional de la compañía multinacional de telecomunicaciones Verizon, con apariciones principales de Beyoncé y el actor Tony Hale realizando guiños a marcas como The Sphere y Barbie, así como a Lemonade y Renaissance. Al finalizar el comercial, la cantante indica: «De acuerdo, están listos. Suelta la música». El álbum se consolida como la segunda entrega del proyecto de trilogía que Beyoncé grabó durante la pandemia de COVID-19, la cual denomina «su periodo más creativo». El primer acto, Renaissance (2022), es principalmente un álbum disco y house que acredita y celebra a los pioneros afroestadounidenses del género dance, lo que generó diversas suposiciones acerca de cada álbum de la trilogía estar enfocado en un género musical del que la población negra fue pionera.
| Este álbum ha sido conceptualizado a lo largo de cinco años [...] Espero puedan escuchar mi alma y espíritu, así también todo el amor y la pasión que empeñé en cada detalle y sonido. Me enfoqué sobre este álbum como una continuación de RENAISSANCE... espero esta sea una experiencia musical, creando otro viaje en donde puedan cerrar sus ojos, iniciar desde el comienzo y nunca terminar. Este no es un álbum country. Este es un álbum de Beyoncé. —Beyoncé vía Instagram en marzo de 2024. |

Un avance visual del álbum fue publicado en la cuenta oficial de Instagram de Beyoncé a la par de la transmisión del comercial en el evento del Super Bowl. Dirigido por la directora británica Nadia Lee-Cohen, el video rinde homenaje a Paris, Texas (1984), referencia a los border blasters, y contiene un fragmento del tema «Maybellene» (1955) de Chuck Berry. El mismo día del evento, se publicaron sorpresivamente tanto la fecha de lanzamiento del álbum —fijada para el 29 de marzo de 2024—, como los dos sencillos principales, «Texas Hold 'Em» y «16 Carriages», en formato digital. «Texas Hold 'Em» se posicionó en el primer puesto del Billboard Hot 100 durante su segunda semana de estreno, convirtiéndose en el noveno número uno de la carrera solista de Beyoncé.
El título oficial del álbum, Cowboy Carter, fue revelado el 12 de marzo de 2024, y se enlistaron ediciones limitadas de cedés con cuatro portadas diferentes, camisetas y variantes elepés en azul, blanco, rojo y el estándar negro. El 19 de marzo de 2024, Beyoncé develó la cubierta oficial del álbum a través de Instagram, indicando en un texto que habría «sorpresas» y colaboraciones en el proyecto. Al día siguiente, la portada de una edición limitada exclusiva fue publicada, mientras la cantante también compartió las coordenadas del Museo Solomon R. Guggenheim en una historia de Instagram, recinto en el que se proyectaron brevemente textos promocionales del lanzamiento de Cowboy Carter.
El 27 de marzo, dos días antes del estreno del álbum, las canciones constituyentes fueron reveladas mediante un cartel temático alusivo a los anuncios de los «Chitlin' Circuit», los cuales eran establecimientos durante el periodo de la segregación racial estadounidense en los que artistas de raza negra podían expresarse libremente. Beyoncé también confesó que Cowboy Carter en realidad iba a ser lanzado inicialmente como el primer acto del proyecto de trilogía, pero terminó siendo postergado debido a que «el mundo necesitaba bailar y disfrutar» tras la pandemia de COVID-19, lo que llevó en su lugar la grabacion y posterior lanzamiento de Renaissance como la parte inaugural.
El lanzamiento de cedés físicos contiene cuatro variantes, cada una con portadas diferentes en las que se muestra el rostro de Beyoncé estilizado de distintas maneras, tituladas respectivamente como «Snake Face», «Bead Face», «Cowboy Hat» y «Blonde Hair». En Japón se encontraron a partir del 29 de marzo de 2024, mientras que la fecha de disponibilidad en Europa se agendó para el 12 de abril del mismo año. Tras el estreno del álbum, fanáticos reportaron que las copias físicas preordenadas no contenían algunos temas del repertorio, generando descontento entre seguidores de la cantante.

### Presentaciones en vivo
El 17 de noviembre de 2024 se anunció que Beyoncé realizaría un espectáculo de medio tiempo durante el partido de la NFL entre los Houston Texans y los Baltimore Ravens. Con fecha para el 25 de diciembre del mismo año, el espectáculo fue transmitido a través de Netflix y contó con un repertorio musical de Cowboy Carter, siendo estrenado días posteriores como especial navideño de la plataforma bajo el título de Beyoncé Bowl.
Tras dicha presentación, rumores de una gira promocional del álbum surgieron por un videoclip que fue publicado en las redes sociales oficiales de Beyoncé. La gira Cowboy Carter Tour fue oficialmente anunciada el 1 de febrero de 2025, y horas después, en la medianoche del 2 de febrero se revelaron 22 fechas iniciales repartidas en distintas ciudades de Estados Unidos, así como en Londres y París.

## Portada y diseño
La portada del álbum estuvo a cargo del fotógrafo texano Blair Caldwell. Complementando la estética y diseño de Renaissance, en la cual Beyoncé aparece montando un caballo metálico en estado estático, la imagen de Cowboy Carter muestra a la cantante encima de un caballo blanco galopando, en un estilo de silla lateral (el cual es ejecutado por la realeza) y ataviada en un conjunto indumentario de colores rojo, blanco y azul, portando un sombrero vaquero y una banda identificando como «Cowboy Carter». Adicionalmente, la intérprete sujeta las riendas del caballo con la mano derecha y la bandera de los Estados Unidos con la izquierda. El concepto es reminiscente a las «reinas de rodeo», quienes similarmente portan la bandera mientras cabalgan después de ganar el título.
La carátula generó temas de análisis y disección por parte de especialistas. Francesca T. Royster, profesora de la Universidad DePaul y autora del libro Black Country Music: Listening for Revolutions, escribió que «la elección de estética es atrevida y parece señalizar las maneras en las que Beyoncé se coloca entre conversaciones nacionalistas, un tema demasiado centralista acerca de discursos sobre la música country, patriotismo y autenticidad, desde el tiempo de sus orígenes». Diversos críticos han encontrado una variedad de similitudes de inspiración y alusiones en la portada de Cowboy Carter, incluyendo retratos presidenciales, Napoleón cruzando los Alpes (1801-1805) de Jacques-Louis David, The Hero (2001) de Marina Abramović, Equestrian Portrait of King Philip II (Michael Jackson) (2009) de Kehinde Wiley, el Bill Pickett Invitational Rodeo, y El caballo en movimiento (1878) de Eadweard Muybridge.
La dirección artística de la edición limitada exclusiva estuvo también a cargo de Caldwell, en la que se muestra a la cantante posando desnuda y únicamente cubierta con una cinta en la que se lee «act ii BEYINCÉ», con el cabello trenzado por medio de cuentas rojas y blancas mientras sostiene un puro en la mano izquierda. Beyoncé representa el apellido de soltera de su madre, Tina Knowles, ya que durante una entrevista realizada en 2020 a través del pódcast In My Heart de Heather Thomson, Knowles explicó que su apellido de nacimiento estaba escrito incorrectamente en su certificado, y que la ortografía correcta en realidad es Beyincé, con una i en lugar de una o. Knowles también relató que los empleados gubernamentales le negaron la corrección de sus documentos, argumentando que «debería alegrarse por tener un certificado de nacimiento», derecho que la población afroamericana no poseía durante el periodo de esclavitud. Dicha portada fue comparada con obras como Retrato de una negra (1800) de Marie-Guillemine Benoist, La Libertad guiando al pueblo (1830) de Eugène Delacroix, y el monumento de la Estatua de la Libertad.

## Recepción crítica
Cowboy Carter fue recibido con elogios generalizados de los críticos musicales. En Metacritic, que asigna una puntuación normalizada de 100 a las valoraciones de las publicaciones, el álbum obtuvo una puntuación media ponderada de 91 basada en 21 reseñas, lo que indica «aclamación universal».
Neil McCormick de The Telegraph celebró al álbum como «una obra maestra», elogiando la fusión de diversos géneros musicales, el concepto del producto, la lírica, la interpretación vocal y la composición, considerándolo una arma polémica en contra del purismo y conservadurismo del country. Ben Sisario de The New York Times definió al proyecto como un «inmenso ensayo» sobre la música popular y la naturaleza del género en sí. Alexis Petridis de The Guardian, Helen Brown de The Independent y Robert Moran de The Sydney Morning Herald, abordaron el cómo la experimentación musical de Beyoncé celebra a los pioneros ignorados de la música country mientras otorga un impulso a los talentos emergentes del mismo.
El jefe de crítica musical de Variety, Chris Willman, caracterizó al proyecto como una «pieza agritprop y de arte performativo socialmente significante» que refleja e impacta en la historia de la música tanto negra como country. Tai Saint-Louis de HipHopDX retrató al álbum en «una reclamación de las raíces sobre las que Beyoncé ha moldeado su arte, así también de ramificaciones que han brotado de la música negra en Estados Unidos». Maria Sherman de Associated Press redactó que el «épico» y «ecléctico» álbum «redefine el estilo americano», requiriendo además un examen minucioso sobre las referencias, temáticas y mensajes para «disfrutarlo mejor».
En su reseña para BBC, Mark Savage escribió que Cowboy Carter es un disco country-pop «inmaculado» que prueba la adaptabilidad y dominio musical, sin importar el género, de Beyoncé. Gemma Samways de Evening Standard lo consideró como una correcta fusión de innovación y tradición, utilizando las «convencionalidades y trasfondos» de la música country como un «trampolín para desarrollar nuevos híbridos emocionantes», mientras que Melissa Ruggieri de USA Today describió al álbum como el «más personal» de Beyoncé, mostrando introspección en la vida de la cantante como madre, esposa e hija. Por otra parte, Ed Power de The Irish Times percibió al álbum en ocasiones como «quedarse atrapado por el oleaje de su propio autoestima», pero enalteciendo la sónica enérgica general.
Múltiples críticos exaltaron el «ambicioso» desarrollo y el «grandiosismo cinemático» del álbum, equiparándolo con cintas wéstern. Ludovic Hunter-Tilney de Financial Times comparó al proyecto con un éxito taquillero de cine épico, en el sentido de «demostrar que la historia no sólo puede ser contada, sino también hacerla». Sidney Madden de NPR relacionó cada canción con «películas llenas de grandeza escénica, carácter y conflictos» que pueden ser diseccionadas y discutidas. Algunas opiniones manifestaron que el álbum podría haber reducido su duración. Petridis sugirió que «hubiera funcionado aún mejor si se hubiera dividido en dos», similarmente a Will Hodgkinson de The Times, quien denominó a Cowboy Carter como una «brillante y hábil aventura wéstern épica», aunque indicando que «las últimas siete canciones hubieran sido conveniente en otro álbum».

## Rendimiento comercial
Tras su lanzamiento, Cowboy Carter rompió récords en múltiples plataformas de streaming. Se convirtió hasta ese momento en el álbum con más reproducciones generadas durante un día en Spotify del 2024, con 76.1 millones de streams a nivel mundial, y en el sexto álbum por una artista femenina con el mayor debut en reproducciones a lo largo de su día de estreno. De la misma manera, el proyecto marcó el día más exitoso en streams para un álbum country de una artista femenina en la historia de Amazon Music.

### Estados Unidos
Cowboy Carter marcó el octavo álbum número uno de Beyoncé en los Estados Unidos, siendo además la primera artista femenina en la historia en arribar directamente a la posición principal con sus primeros ocho álbumes de estudio. Debutó en la cima del Billboard 200 con 407 000 unidades equivalentes, la entrada más grande para un álbum durante el primer trimestre del 2024, y con alrededor de 75 000 unidades más que las conseguidas por Renaissance. La cifra se constituye de 168 000 ventas puras (físicas y digitales) en su primera semana, entre ellas 62 000 vinilos, mientras que 300 millones de reproducciones bajo demanda fueron acumuladas. El disco permaneció dos semanas consecutivas en el primer puesto del Billboard 200, otorgándole a la cantante otro proyecto de semanas múltiples en el número uno y el primero desde Beyoncé (2013).
23 canciones del álbum debutaron en el Hot 100, siendo las primeras apariciones de Martell, Adell, Kennedy, Roberts, Spencer, Jones y Shaboozey en el listado, mientras que se sumaron 106 apariciones en total para la carrera musical de Beyoncé. El álbum también se posicionó en el primer lugar de los Top Country Albums de Billboard, siendo la primera artista afroamericana en alcanzar el número uno, y con ello, Beyoncé lideró dieciocho listas Billboard en total, incluyendo Billboard Artist 100, Billboard Hot 100 Songwriters y Billboard Hot 100 Producers, convirtiéndose de igual forma en el primer artista de la historia en presidir simultáneamente los listados Billboard Top Country Albums y Billboard Dance/Electronic Albums, este último con Renaissance.

### Internacional
En el Reino Unido, Cowboy Carter había superado las ventas combinadas del top 5 de álbumes más vendidos en la semana dentro del territorio con tan solo cuatro días de disponibilidad. Finalmente, el álbum debutó en la primera posición de la lista Official Albums Chart con más de 40 000 unidades, siendo el quinto trabajo en solitario de Beyoncé en encabezar el listado, y el sexto incluyendo a Destiny's Child. A la par, el sencillo «Texas Hold 'Em» regresó al número uno de la UK Singles Chart, siendo la segunda ocasión en la carrera de la cantante en liderar ambas listas simultáneamente desde su debut en 2003, con «Crazy in Love» y Dangerously in Love.
El álbum ingresó directamente al primer puesto de la Canadian Albums Chart, adjudicando a Beyoncé su quinto trabajo número uno y el décimo dentro del top 10. 20 de las 23 canciones elegibles del disco debutaron en el listado Canadian Hot 100, otorgando a Martell, Adell, Kennedy, Roberts, Spencer, Jones y Shaboozey sus primeras apariciones en la lista de popularidad y sumando 84 en total para Beyoncé.
Cowboy Carter realizó una apertura directa a la primera posición de la ARIA Albums Chart en Australia, siendo el cuarto número uno consecutivo de la intérprete en el país desde la racha iniciada en 2013 con Beyoncé. También se convirtió en el primer disco de country por una artista femenina en encabezar la lista desde el 2017, cuando dicha posición fue ocupada por Now de Shania Twain.

## Impacto
| Beyoncé nuevamente está desafiando la cultura y la música, montando en su silla como una auténtica sensación del country con su última obra maestra, la cual puede terminar siendo el álbum más discutido del siglo. —Stevie Wonder sobre el impacto de Cowboy Carter. |

Cowboy Carter ha sido tema de diversos análisis y debates, con Stevie Wonder y Chris Willman de Variety comentando que podría tratarse del álbum más discutido del siglo XXI. El álbum fue ampliamente examinado en distintos programas televisivos, tales como especiales en ABC News, PBS NewsHour, y Nightline, al igual que un documental titulado «Call Me Country» y enfocado en el impacto del disco fue estrenado en Max, contando con la participación de Brothers Osborne y Rhiannon Giddens. De acuerdo a diversos medios, Cowboy Carter marcó un cambio cultural desde el comienzo de su promoción para la música country, haciéndola accesible a una audiencia más amplia, además de reclamar el género para los artistas afroamericanos, permitiendo que sean acreditados y reconocidos por su aporte en el mismo, y con el potencial de redefinir el significado de ser «un artista country en la conciencia cultural».
El desarrollo publicitario del álbum generó un significante aumento en la escucha de músicos afroamericanos country a través de plataformas de streaming disponibles. Los artistas country emergentes que participaron en el proyecto recibieron un impulso en la cantidad de oyentes sobre su catálogo musical en Spotify: Brittney Spencer (175%), Tanner Adell y Reyna Roberts (125%), Tiera Kennedy (110%), Willie Jones (75%) y Shaboozey (70%), así como un «redescubrimiento» hacia los trabajos de Linda Martell, quien fue la primera artista femenina afroamericana en el género, y Dolly Parton. Distintas estaciones de radio country —entre ellas las disponibles en iHeartRadio, SiriusMX y Pandora— también registraron un incremento en alcance de radioescuchas debido a la anticipación causada por el álbum.
Múltiples artistas country elogiaron el desarrollo musical que Beyoncé realizó con Cowboy Carter, incluyendo a Parton, Maren Morris, Lainey Wilson, Reba McEntire, Darius Rucker, Carrie Underwood, Brandi Carlile, y Trisha Yearwood. Los íconos de la música Paul McCartney, Nancy Sinatra y Linda Martell alabaron el álbum, expresando su orgullo por haber tenido el «honor» de contribuir en él. La cantante Carlene Carter, hija de June Carter Cash, publicó un texto considerando a Beyoncé como miembro de The Carter Family, escribiendo que «para mí, ella es una de nosotras porque siempre hemos quebrado los límites haciendo la música que sentimos en nuestros corazones y tomando riesgos [...] la amo y admiro todo lo que ella hace». Otras celebridades como Kerry Washington, Kevin Bacon, Kyra Sedgwick y Salma Hayek externaron su emoción y admiración sobre el proyecto en redes sociales.
Cowboy Carter también fue celebrado por diversas figuras políticas. La ex primera dama de los Estados Unidos, Michelle Obama, aclamó a la cantante asegurando que «[has] cambiado las reglas del juego», y que el álbum «nos ha recordado que todos tenemos poder». Similarmente, la 49.º vicepresidenta de los Estados Unidos, Kamala Harris, redactó un texto en el que se leía: «[Has] redefinido el género y reclamado las raíces negras del country. Tu música continúa inspirándonos a todos». La familia King también elogió al proyecto, con Martin Luther King III denominándolo «alegre, positivo y reafirmante», mientras Arndrea Waters King llamó a Beyoncé «valiente» por adentrarse en la escena country y generar conversación acerca de sus orígenes en la comunidad afroamericana. El álbum fue igualmente aplaudido por la gobernadora de Míchigan, Gretchen Whitmer;  el gobernador de Wisconsin, Tony Evers, y Colin Allred, congresista de Texas.
La estética e inmersión de Beyoncé en la música country y cultura vaquera propagaron tendencias en la moda e incentivaron la venta en indumentaria alusiva. Las búsquedas en Google para «corbata de bolo», «sombrero vaquero» y «botas vaqueras» fueron propulsadas tras el anuncio de Cowboy Carter. Debido a la pista número 17 del álbum, «Levii's Jeans», la marca de ropa Levi Strauss & Co. (Levi's) añadió temporalmente una segunda letra i al nombre y logotipo en su cuenta oficial de Instagram, y aunado a ello, la compañía reportó días después un crecimiento en cotizaciones en bolsa de hasta el 20%. El director financiero de la empresa Harmit Singh, describió a Beyoncé como «el centro de la cultura, la zarina cultural», añadiendo que «nos sentimos muy honrados y agradecidos que ella haya elegido mencionar nuestra marca».
Tras el lanzamiento de Cowboy Carter, la compañía de transporte Uber ofreció un 16% de descuento a pasajeros que utilizaran el código «16CARRIAGES», haciendo alusión al sencillo coprincipal. En respuesta, Lyft ofertó una disminución en tarifas de hasta el 50% con el código «SPAGHETTI24», referenciando a la pista número 12 del álbum. Lyft también modificó provisionalmente los íconos de automóviles en los mapas de su aplicación móvil, siendo sustituidos por caballos blancos similares al de la portada de Cowboy Carter.

## Lista de canciones
Créditos adaptados del sitio web oficial.

| Cowboy Carter - Edición estándar |                                                                                  | |                                                                                                |          |  |
| N.º                              | Título                                                                           | Escritor(es) | Productor(es)                                                                                  | Duración |  |
| 1.                               | «Ameriican Requiem»                                                              | Beyoncé Jonathan Batiste Camaron Ochs Ernest Wilson Raphael Saadiq Derek Dixie Atia Boggs Darius Scott Tyler Johnson Shawn Carter Michael Price Dan Walsh Stephen Stills | Beyoncé Jon Batiste No I.D. T. Johnson [ a ] Dixie [ b ] Khirye Tyler [ b ] Kuk Harrell [ c ]  | 5:25     |  |
| 2.                               | «Blackbiird» (con Brittney Spencer, Reyna Roberts, Tanner Adell y Tiera Kennedy) | Lennon-McCartney | Beyoncé Paul McCartney Tyler [ b ] Harrell [ c ]                                               | 2:11     |  |
| 3.                               | «16 Carriages»                                                                   | Beyoncé Atia Boggs Dave Hamelin Raphael Saadiq | Beyoncé Ink Hamelin Saadiq [ b ] Stuart White [ b ]                                            | 3:47     |  |
| 4.                               | «Protector» (con Rumi Carter)                                                    | Beyoncé Jack Rochan Ryan Beatty Ochs | Beyoncé Jack Roch                                                                              | 3:04     |  |
| 5.                               | «My Rose»                                                                        | Beyoncé Shawntoni Nichols | Beyoncé Mamii                                                                                  | 0:53     |  |
| 6.                               | «Smoke Hour Willie Nelson» (con Willie Nelson)                                   | Beyoncé Charles Anderson Charles Berry Jesse Stone Leah Takele Rosetta Tharpe Edward House Jr.                                                                           | Beyoncé                                                                                        | 0:50     |  |
| 7.                               | «Texas Hold 'Em»                                                                 | Beyoncé Elizabeth Lowell Boland Megan Bülow Brian Bates Nathan Ferraro Dylan Wiggins Saadiq                                                                              | Beyoncé Killah B. Ferraro Saadiq [ a ] White [ b ] Hit-Boy [ b ] Mariel Gomerez [ b ]          | 3:53     |  |
| 8.                               | «Bodyguard»                                                                      | Beyoncé Saadiq Beatty Nichols Lowell Boland Leven Kali | Saadiq Beyoncé [ c ]                                                                           | 4:00     |  |
| 9.                               | «Dolly P» (con Dolly Parton)                                                     | Beyoncé Dolly Parton Takele | Beyoncé Jack Ro Nova Wav [ a ]                                                                 | 0:22     |  |
| 10.                              | «Jolene»                                                                         | Parton Beyoncé [ d ] Denisia Andrews [ d ] Brittany Coney [ d ] Teerius Gesteelde-Diamant [ d ]                                                                          | Beyoncé Jack Ro Tyler [ b ] Alex Vickery [ c ]                                                 | 3:09     |  |
| 11.                              | «Daughter»                                                                       | Beyoncé Ochs Dixie Gesteelde-Diamant Simon Mårtensson | Beyoncé Cam Simon Mårtensson Dixie [ a ]                                                       | 3:23     |  |
| 12.                              | «Spaghettii» (con Linda Martell y Shaboozey)                                     | Beyoncé Tyler Collins Chibueze Carter Gesteelde-Diamant Dedé Mandrake | Beyoncé Swizz Beatz Tyler [ a ]                                                                | 2:38     |  |
| 13.                              | «Alliigator Tears»                                                               | Beyoncé Tyler Gesteelde-Diamant | Beyoncé The-Dream Tyler [ a ]                                                                  | 2:59     |  |
| 14.                              | «Smoke Hour II» (con Willie Nelson)                                              | Beyoncé Hamelin Jeff Gitelman Takele | Beyoncé Hamelin                                                                                | 0:29     |  |
| 15.                              | «Just for Fun» (con Willie Jones)                                                | Beyoncé Willie Jones Hamelin Gitelman Beatty | Beyoncé Hamelin Harrell Vickery [ c ]                                                          | 3:24     |  |
| 16.                              | «II Most Wanted» (con Miley Cyrus)                                               | Beyoncé Miley Cyrus Ryan Tedder Michael Pollack | Beyoncé Miley Cyrus Shawn Everett Michael Pollack Jonathan Rado [ b ]                          | 3:28     |  |
| 17.                              | «Levii's Jeans» (con Post Malone)                                                | Beyoncé Austin Post Gesteelde-Diamant Carter Nile Rodgers | Beyoncé The-Dream Louis Bell [ c ]                                                             | 4:17     |  |
| 18.                              | «Flamenco»                                                                       | Beyoncé Nichols | Beyoncé Mamii                                                                                  | 1:40     |  |
| 19.                              | «The Linda Martell Show» (con Linda Martell)                                     | Beyoncé Takele | Beyoncé                                                                                        | 0:28     |  |
| 20.                              | «Ya Ya»                                                                          | Beyoncé Gesteelde-Diamant Harry Edwards Oliver Rodigan Carter Anaïs Marinho Brian Wilson Mike Love Lee Hazlewood Klara Mkhatshwa                                         | Beyoncé The-Dream Harry Edwards [ a ] Cadenza [ a ] Tyler [ b ]                                | 4:34     |  |
| 21.                              | «Oh Louisiana»                                                                   | Berry | Beyoncé The-Dream                                                                              | 0:52     |  |
| 22.                              | «Desert Eagle»                                                                   | Beyoncé Jabbar Stevens Miranda Johnson Marcus Reddick | Beyoncé Bah Reddick                                                                            | 1:12     |  |
| 23.                              | «Riiverdance»                                                                    | Beyoncé Gesteelde-Diamant Mark Spears Rachel Keen | Beyoncé The-Dream                                                                              | 4:11     |  |
| 24.                              | «II Hands II Heaven»                                                             | Beyoncé Spears Rochan Beatty Gesteelde-Diamant Hamelin | Beyoncé Hamelin Jack Ro [ a ]                                                                  | 5:41     |  |
| 25.                              | «Tyrant» (con Dolly Parton)                                                      | Beyoncé David Doman Ochs Ezemdi Chikwendu Dominic Redenczki Gesteelde-Diamant                                                                                            | D.A. Got That Dope Hamelin Tyler [ b ] Beyoncé [ c ] Harrell [ c ]                             | 4:10     |  |
| 26.                              | «Sweet Honey Buckiin'» (con Shaboozey)                                           | Beyoncé Pharrell Williams Chikwendu Gesteelde-Diamant Carter Hank Cochran Harlan Howard                                                                                  | Beyoncé Pharrell Kobe                                                                          | 4:56     |  |
| 27.                              | «Amen»                                                                           | Beyoncé Scott Danielle Balbuena Hamelin Dixie Ian Fitchuk Johnson Ochs Ricky Lawson [ d ]                                                                                | Beyoncé Hamelin Johnson [ a ] Dixie [ b ] 070 Shake [ b ] Ian Fitchuk [ b ] Sean Solymar [ b ] | 2:25     |  |
| 78:21                            |                                                                                  | |                                                                                                |          |  |

Notas
1. 1 2 3 4 5 6 7 8 9 10  Sirviendo como coproductor.
2. 1 2 3 4 5 6 7 8 9 10 11 12 13 14 15 16  Sirviendo como productor adicional.
3. 1 2 3 4 5 6 7 8  Sirviendo como productor vocal.
4. 1 2 3 4 5  Sirviendo como escritor adicional.

- Todos los títulos están estilizados en mayúsculas.
- «Smoke Hour Willie Nelson» es adicionalmente estilizado como «Smoke Hour ★ Willie Nelson».
- «Sweet Honey Buckiin'» es adicionalmente estilizado como «Sweet ★ Honey ★ Buckiin'».
- Publicaciones iniciales de CD del álbum no incluyen «Spaghettii», «The Linda Martell Show», «Ya Ya» y «Oh Louisiana».[146]
- Publicaciones iniciales de vinil del álbum no incluyen «Spaghettii», «Flamenco», «The Linda Martell Show», «Ya Ya» y «Oh Louisiana».[147]

### Créditos desamplesy composición
Adaptaciones principales de The Irish Times, Pitchfork, Rolling Stone y Variety:
- «Ameriican Requiem»
  - contiene un fragmento de «Heart of the City (Ain't No Love)» (2001), escrita por Shawn Carter, Michael Price y Dan Walsh e interpretada por Jay-Z.
  - contiene una interpolación de «For What It's For» (1966), escrita por Stephen Stills e interpretada por Buffalo Springfield.

- «Blackbiird» 
  - reinterpreta «Blackbird» (1968), escrita por Lennon-McCartney e interpretada por The Beatles.

- «Smoke Hour Willie Nelson» 
  - contiene un fragmento de «Laughing Yodel» (1924), escrita e interpretada por Charles Anderson.
  - contiene un fragmento de «Down by the Riverside» (1949), escrita e interpretada por Sister Rosetta Tharpe.
  - contiene un fragmento de «Maybellene» (1955), escrita e interpretada por Chuck Berry.
  - contiene un fragmento de «Don't Let Go» (1958), escrita por Jesse Stone e interpretada por Roy Hamilton.
  - contiene un fragmento de «Grinnin' in Your Face» (1965), escrita e interpretada por Son House.

- «Jolene» 
  - reinterpreta a la canción del mismo nombre (1973), escrita e interpretada por Dolly Parton.

- «Daughter» 
  - contiene elementos de «Violin Concerto in D Major, Op. III No. 1: II. Adagio» (c. 1773), escrita por Joseph Bologne, Chevalier de Saint-Georges.
  - contiene una interpolación del aria «Caro Mio Ben» (1783), escrita por Tommaso Giordani.[149]

- «Spaghettii» 
  - contiene un sample de «Aquecimento das Danadas» (2021), escrita e interpretada por O Mandrake.

- «II Most Wanted» 
  - contiene elementos de «Landslide» (1975), escrita por Stevie Nicks e interpretada por Fleetwood Mac.

- «Ya Ya» 
  - contiene un sample de «These Boots Are Made for Walkin'» (1965), escrita por Lee Hazlewood e interpretada por Nancy Sinatra.
  - contiene una interpolación de «Good Vibrations» (1966), escrita por Brian Wilson y Mike Love e interpretada por The Beach Boys.

- «Oh Louisiana» 
  - contiene un sample de la canción del mismo nombre (1971), escrita e interpretada por Chuck Berry.

- «II Hands II Heaven» 
  - contiene un sample de «Born Slippy Nuxx» (1995), escrita por Rick Smith, Karl Hyde y Darren Emerson e interpretada por Underworld.

- «Sweet Honey Buckiin'» 
  - contiene una interpolación de «I Fall to Pieces» (1961), escrita por Hank Cochran y Harlan Howard e interpretada por Patsy Cline.

## Créditos y personal
Créditos adaptados de las notas de Cowboy Carter.
- Beyoncé – composición, voz, coros (todas las canciones), palmadas (10), percusiones (23)
- Khirye Tyler – bajo 1, 2, 7, 20), percusiones (1, 20-23), batería (1, 15, 20), sintetizadores (1), cordófonos (2, 18), violín (2), piano (7), guitarra (15), trompa (20), programación (26)
- Ink – voz (1), guitarra (2)
- Tanner Adell – voz (1, 2)
- Raphael Saadiq – batería (1, 7); bajo, piano (7, 8); órgano (7), guitarra (8, 20), teclado (8)
- LaMarcus Eldridge – coros (1, 10, 11, 15, 27)
- Steve Epting – coros (1, 10, 11, 15, 27)
- Brooke Brewer – coros (1, 11, 15, 27)
- Camille Grigsby – coros (1, 11, 15, 27)
- Cedrit Leonard – coros (1, 11, 15, 27)
- Chelsea Miller – coros (1, 11, 15, 27)
- Donald Paige – coros (1, 11, 15, 27)
- Dwanna Orange – coros (1, 11, 15, 27)
- George Young – coros (1, 11, 15, 27)
- Jason Morales – coros (1, 11, 15, 27)
- Jenelle Dunkley – coros (1, 11, 15, 27)
- Jerome Wayne – coros (1, 11, 15, 27)
- Kiandra Richardson – coros (1, 11, 15, 27)
- Lakeisha Lewis – coros (1, 11, 15, 27)
- Mabvuto Carpenter – coros (1, 11, 15, 27)
- Naarai Jacobs – coros (1, 11, 15, 27)
- Nava Morris – coros (1, 11, 15, 27)
- Phylicia Hill – coros (1, 11, 15, 27)
- Princess Fortier – coros (1, 11, 15, 27)
- Storm Chapman – coros (1, 11, 15, 27)
- No I.D. – guitarra, teclado, sitar (1); batería (15)
- Dixson – batería, voz (1)
- Jon Batiste – guitarra, teclado, sitar (1)
- Camaron Ochs – voz (1)
- Lemar Carter – batería (2, 7, 8, 20)
- Brittney Spencer – voz (2), segunda voz (25)
- Reyna Roberts – voz (2), segunda voz (25)
- Tiera Kennedy – voz (2), segunda voz (25)
- Dave Hamelin – órgano, sintetizador (2, 27); batería, guitarra, piano (2); bajo (15)
- Paul McCartney – guitarra (2)
- Robert Randolph – steel guitar (3), pedal steel guitar (20)
- Justus West – guitarra (3)
- Gavin Williams – órgano (3)
- Justin Schipper – steel guitar (3)
- Ryan Svendsen – trompeta (3)
- Ryan Beatty – segunda voz (4, 8, 15)
- Jack Rochon – guitarra (4, 9, 10), bajo (24)
- Gary Clark Jr. – guitarra (4, 11, 22, 24)
- Rumi Carter – voz (4)
- Willie Nelson – voz (6, 15)
- Rhiannon Giddens – banjo, viola (7)
- Killah B – batería (7)
- Elizabeth Lowell Boland – piano (7), segunda voz (8)
- Nate Ferraro – guitarra (7, 11), piano (7)
- Hit-Boy – sintetizador (7)
- The-Dream – batería (8), palmadas (10), segunda voz (20, 24, 25); bajo, guitarra, voz (23); caja rítmica (24)
- Ross Garren – armónica (8, 14, 15)
- Dolly Parton – spoken word (9), voz (25)
- Denisia Andrews – voz (9)
- Jack Siegal – guitarra (10, 12–14)
- Caleb Curry – coros (10)
- Jaden Gray – coros (10)
- Jamal Moore – coros (10)
- Jerel Duren – coros (10)
- Kadeem Nichols – coros (10)
- Michael Shorts – coros (10)
- Dora Melissa Vargas – palmadas (10)
- Jay-Z – palmadas (10)
- Stevie Wonder – armónica (10)
- Willie Jones – voz (10)
- Simon Mårtensson – bajo, batería, guitarra (11)
- Rod Castro – guitarra (11)
- Linda Martell - voz (12, 19)
- Shaboozey - voz (12, 26)
- Jeff Gitelman – armónica (14, 15)
- Derek Dixie – conductor (15), sintetizador (27)
- Adrienne Woods – cordófonos (15)
- Bianca McClure – cordófonos (15)
- Chelsea Gwizdala – cordófonos (15)
- Crystal Alforque – cordófonos (15)
- Marta Honer – cordófonos (15)
- Rhea Hosanny – cordófonos (15)
- Stephanie Matthews – cordófonos (15)
- Stephanie Yu – cordófonos (15)
- Adam Granduciel – guitarra acústica, guitarra eléctrica (16)
- Justin Brown – guitarra acústica, batería (16)
- Sean Watkins – guitarra acústica (16)
- Pino Palladino – bajo (16)
- Sara Watkins – violín tradicional (16)
- Jonathan Rado – órgano, piano, sintetizador (16)
- Michael Pollack – órgano (16)
- Matt Pynn – pedal steel guitar (16)
- Miley Cyrus – voz (16)
- Post Malone - voz (17)
- Nile Rodgers – guitarra (17)
- Mamii – guitarra (18)
- Johnny May – violín (18)
- Harry Edwards – guitarra (20)
- Marcus Reddick – bajo (22)
- Bah Christ – guitarra (22)
- Péter Kovács – violín (track 25)
- Pharrell – voz (26)
- Arnetta Johnson – instrumento de viento metal (27)
- Christopher Gray – instrumento de viento metal (27)
- Christopher Johnson – instrumento de viento metal (27)
- Crystal Torres – instrumento de viento metal (27)
- Gabrielle Garo – instrumento de viento metal (27)
- Jesse McGinty – instrumento de viento metal (27)
- Lemar Guillary – instrumento de viento metal (27)
- Omar Edwards – órgano (27)
- Tyler Johnson – órgano (27)
- Ian Fitchuk – piano (27)

Técnico
- Colin Leonard – masterización
- Stuart White – mezcla (1–3, 5–16, 18–22, 27), grabación (1–18, 20, 22, 24, 25)
- Tony Maserati – mezcla (4, 18)
- Shawn Everett – mezcla, grabación (16)
- Jaycen Joshua – mezcla (17, 23)
- Mike Seaberg – mezcla (17, 23)
- Chris Godbey – mezcla (25)
- Leslie Brathwaite – mezcla (26)
- Andrea Roberts – ingeniería (todas las canciones), grabación (1, 4)
- John Cranfield – ingeniería (1, 2, 4–6, 8, 10–17, 19–27), grabación (26, 27)
- Henrique Andrade – ingeniería (2), grabación (1, 8, 12, 26
- Kuk Harrell – ingeniería (25)
- Angelica "Jeli" Dorman – ingeniería (25), grabación (1, 2)
- Dani Pampuri – grabación (1, 4, 10, 11, 15, 18, 19, 22, 24, 27), asistente de ingeniería de mezcla (17)
- Lester Mendoza – grabación (1, 15, 27)
- Hotae Alexander Jang – grabación (3, 7, 8, 13, 15, 20)
- Dave Hamelin – grabación (3, 14, 15, 24, 27)
- Jack Rochon – grabación (4)
- Mamii – grabación (5, 18)
- Alex Nibley – grabación (track 7)
- Brandon Harding – grabación (10, 17, 20–22, 25)
- Camaron Ochs – grabación (11)
- Kyle Huffman – grabación (11, 15, 27)
- Matheus Braz – grabación (11, 12, 20, 24), edición (19),  asistente de ingeniería de mezcla (todas las canciones)
- Nick Lobel – grabación (11, 25)
- Steve Chadie – grabación (14)
- Ian Gold – grabación (16)
- Ivan Wayman – grabación (16)
- Piéce Eatah – grabación (16)
- Willie Linton – grabación (17)
- Kristen Hilkert – grabación (25)
- Mike Larson – grabación (26)
- Konrad Snyder – grabación (27)
- Tyler Johnson – grabación (27)
- Khirye Tyler – edición (4, 11)
- Patrick Gardner –  asistente de ingeniería de mezcla (1, 2, 4–6, 8–27)
- Conner McFarland –  asistente de ingeniería de mezcla (1, 2, 4–6, 8, 10–27)
- Danforth Webster –  asistente de ingeniería de mezcla (1, 2, 4–6, 8, 10–27)
- Garrett Duncan –  asistente de ingeniería de mezcla (1, 2, 4–6, 8, 10–27)
- Jonathan Lopez Garcia –  asistente de ingeniería de mezcla (1, 2, 4–6, 8, 10–27)
- Nick Sutton –  asistente de ingeniería de mezcla (1, 2, 4–6, 8, 10–27)
- Terena Dawn –  asistente de ingeniería de mezcla (1, 2, 4–6, 8, 10–27)
- Gabriella Wayne –  asistente de ingeniería de mezcla (4)
- Julia Norelli –  asistente de ingeniería de mezcla (4)
- Najeeb Jones –  asistente de ingeniería de mezcla (4)
- Cameron Hogan –  asistente de ingeniería de mezcla (11)
- Chris Bhikoo –  asistente de ingeniería de mezcla (17, 23)
- Jacob Richards –  asistente de ingeniería de mezcla (17, 23)

## Reconocimientos

### Premios y nominaciones
| Año  | Ceremonia de premiación              | Categoría                   | Resultado | Ref.    |
| ---- | ------------------------------------ | --------------------------- | --------- | ------- |
| 2024 | People's Choice Country Music Awards | Álbum del año               | Nominado  | [ 151 ] |
| 2024 | Danish Music Awards                  | Álbum internacional del año | Nominado  | [ 152 ] |
| 2024 | Billboard Music Awards               | Top Country Album           | Nominado  | [ 153 ] |
| 2025 | Grammy Awards                        | Álbum del año               | Ganador   | [ 154 ] |
| 2025 | Grammy Awards                        | Mejor álbum de country      | Ganador   | [ 154 ] |

### Listados de fin de año
| Publicación                                                                          | Lista                                        | Ranking | Ref.    |
| ------------------------------------------------------------------------------------ | -------------------------------------------- | ------- | ------- |
| Billboard                                                                            | Staff List: The 50 Best Albums of 2024       | 2°      | [ 155 ] |
| Business Insider                                                                     | The best albums of 2024                      | 1º      | [ 156 ] |
| Esquire                                                                              | The 10 Best Albums of 2024                   | 1º      | [ 157 ] |
| The Hollywood Reporter                                                               | The 10 Best Albums of 2024                   | 1º      | [ 158 ] |
| The Philadelphia Inquirer                                                            | Dan DeLuca's Best pop music albums of 2024   | 4º      | [ 159 ] |
| People                                                                               | Best Albums of 2024: People Picks the Top 10 | 1º      | [ 160 ] |
| PopMatters                                                                           | The 80 Best Albums of 2024                   | 2º      | [ 161 ] |
| The Telegraph                                                                        | The 10 best albums of 2024, ranked           | 2º      | [ 162 ] |
| Rolling Stone                                                                        | The 100 Best Albums of 2024                  | 2º      | [ 163 ] |
| Variety                                                                              | Chris Willman's Best Albums of 2024          | 2º      | [ 164 ] |
| Nota: Más de treinta publicaciones incluyeron al álbum en sus rankeos de fin de año. |                                              |         |         |

## Posicionamiento en listas
| Listas (2024)                       | Mejor posición |
| ----------------------------------- | -------------- |
| Alemania (Offizielle Top 100)       | 1              |
| Australia (ARIA)                    | 1              |
| Austria (Ö3 Austria)                | 1              |
| Bélgica (Ultratop Flandes)          | 1              |
| Bélgica (Ultratop Valonia)          | 1              |
| Canadá (Billboard Canadian Albums)  | 1              |
| Dinamarca (Hitlisten)               | 1              |
| Eslovaquia (ČNS IFPI)               | 4              |
| España (PROMUSICAE)                 | 1              |
| Estados Unidos (Billboard 200)      | 1              |
| Finlandia (Suomen virallinen lista) | 11             |
| Francia (SNPE)                      | 1              |
| Hungría (MAHASZ)                    | 6              |
| Irlanda (OCC)                       | 1              |
| Islandia (Plötutíðind)              | 2              |
| Italia (FIMI)                       | 6              |
| Japón (Japan Hot Albums)            | 59             |
| Lituania (AGATA)                    | 4              |
| Noruega (VG‑lista)                  | 1              |
| Nueva Zelanda (Recorded Music NZ)   | 1              |
| Países Bajos (Album Top 100)        | 1              |
| Polonia (ZPAV)                      | 3              |
| Portugal (AFP)                      | 1              |
| Reino Unido (UK Albums Chart)       | 1              |
| República Checa (ČNS IFPI)          | 5              |
| Suecia (Sverigetopplistan)          | 1              |
| Suiza (Schweizer Hitparade)         | 1              |

## Certificaciones
| País                                                                              | Organismo certificador | Certificación | Ventas certificadas | Ref.    |
| --------------------------------------------------------------------------------- | ---------------------- | ------------- | ------------------- | ------- |
| Brasil                                                                            | Pro-Música Brasil      | Platino       | 40 000‡             | [ 192 ] |
| Canadá                                                                            | Music Canada           | Platino       | 80 000‡             | [ 193 ] |
| Dinamarca                                                                         | IFPI Danmark           | Oro           | 10 000‡             | [ 194 ] |
| Estados Unidos                                                                    | RIAA                   | Platino       | 1 000 0000‡         | [ 195 ] |
| Francia                                                                           | SNEP                   | Oro           | 50 000‡             | [ 196 ] |
| Nueva Zelanda                                                                     | RMNZ                   | Oro           | 7500‡               | [ 197 ] |
| Polonia                                                                           | ZPAV                   | Oro           | 10 000‡             | [ 198 ] |
| Reino Unido                                                                       | BPI                    | Oro           | 100 000‡            | [ 199 ] |
| Suecia                                                                            | GLF                    | Oro           | 15 000‡             | [ 200 ] |
| ‡ Unidades de venta + streaming estimadas con base a su respectiva certificación. |                        |               |                     |         |

## Historial de lanzamientos
| Región | Fecha               | Formato(s)                       | Discográfica      | Ref.    |
| ------ | ------------------- | -------------------------------- | ----------------- | ------- |
| Varios | 29 de marzo de 2024 | CD descarga digital streaming LP | Columbia Parkwood | [ 201 ] |